# ポール・カディス
ポール・マクリーン・カディス（Paul McLean Caddis, 1988年4月19日 - ）は、スコットランド・アーヴァイン出身の元同国代表サッカー選手。現役時代のポジションはDF（右サイドバック）。

## 経歴
2008年2月2日キルマーノックFC戦でスタメン初出場。2013年9月2日、フットボールリーグ1のスウィンドン・タウンFCからチャンピオンシップのバーミンガム・シティFCへ3年契約で移籍した。2017年1月26日に同クラブとの契約を双方合意に基づき解除した。
2017年7月、ブラックバーン・ローヴァーズFCと2年契約を結んだと発表された。

## 所属クラブ
- セルティックFC 2004-2010

→ ダンディー・ユナイテッドFC 2009.2-2009.6 (loan)
- スウィンドン・タウンFC 2010-2013

→ バーミンガム・シティFC 2012-2013 (loan)
- バーミンガム・シティFC 2013-2017
- ブラックバーン・ローヴァーズFC 2017-2018
- ブラッドフォード・シティAFC 2018-2019
- スウィンドン・タウンFC 2019-2021